# Turó del Corral Nou
El Turó del Corral Nou és una muntanya de 678 metres que es troba al municipi d'Aiguamúrcia, a la comarca catalana de l'Alt Camp.